# Bibiani

Bibiani är en ort i sydvästra Ghana. Den är huvudort för distriktet Sefwi Bibiani-Anhwiaso-Bekwai och hade 18 517 invånare vid folkräkningen 2010. Bibiani är sammanvuxen med Kyerkyewere i nordost och Hwenampori i söder, och denna tätort hade 23 499 invånare 2010. Guld bryts i en gruva strax norr om Bibiani.